# 恰羅達區

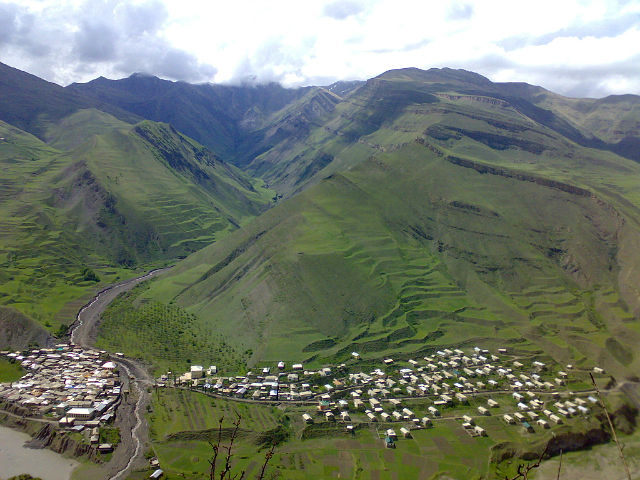

42°14′N 46°50′E / 42.233°N 46.833°E
恰羅達區（俄语：Чародинский район），是俄羅斯的一個區，位於該國西南部，由達吉斯坦共和國負責管轄，面積1,010平方公里，2010年人口11,777，人口密度每平方公里11.66人。